# Sandégué (département)
Le département de Sandégué est situé au nord-est de la Côte d'Ivoire, dans la région du Gontougo. Il est situé dans le district du Zanzan. La localité de Sandégué est un chef-lieu de commune, de sous-préfecture et de département. Les sous-préfectures du département sont Bandakagni Tomora, Dimandougou, Sandégué et Yorobodi.